# Roke (Oxfordshire)
Roke – osada w Anglii, w regionie South East England, w hrabstwie Oxfordshire, w dystrykcie South Oxfordshire, w parafii cywilnej Berrick Salome. Leży około 4,8 km na północ od Wallingford. W miejscowości znajduje się pub Home Sweet Home.